# Гогіль Ігор Михайлович
Ігор Михайлович Гогіль (нар. 14 лютого 1976) — український футболіст та тренер, виступав на позиції нападника.

## Кар'єра гравця

### Ранні роки
Футболом розпочав займатися ранніх років, грав у м'яч разом з однолітками. Потім записався до футбольного гуртка «Прикарпаття» при стадіоні «Кристал», перший тренер — Річард Гуцуляк. По завершенні 8-о класу загальноосвітньої школи вступив до івано-франківського ВПУ-21. У цьому навчальному закладі займався футболом під керівництвом Юогдана Дебенка. Під час навчання у ВПУ-21 виступав за команду юнаків 1976 року народження, яка представляла завод «Автоливаш» в чемпіонаті Івано-Франківської області. У сезоні 1992/93 років ця команда стала переможцем у юнацькій першості області.

### Перші роки у професіональному футболі
По завершенні навчання прийняв запрошення надвірнянського «Бескиду», який виступав у Перехідній лізі чемпіонату України. У цьому турнірі зіграв 14 матчів та відзначився 3-а голами. Проте за підсумком сезону «Бескид» посів 15-е місце (серед 18-и команд-учасниць) й згідно з регламентом змагання вибув до аматорського чемпіонату Україну. Проте Ігор залишився в команді й у першій частині сезону 1994/95 років зіграв у ньому 21 матч. Під час зимової паузи в чемпіонаті отримав запрошення від стрийської «Скали», за яку дебютував 8 травня 1995 року в програному (1:3) виїзному поєдинку 32-о туру Першої ліги проти «Хіміка». Гогіль вийшов на поле на 37-й хвилині, замінивши В'ячеслава Нужного. Загалом же в першій половині травня 1995 року зіграв два матчі за «Скалу», після чого залишив розташування команди. Після цього підписав контракт з «Хутровиком» (Тисмениця). Проте в складі цього клубу зіграв лише 36 хвилин у переможному (1:0) поєдинку проти «Олімпії ФК АЕС». Цей матч виявився для Ігора єдиним у футболці «Хутровика».

### Військова служба, виступи в ЦСКА та «Чорноморці»
Під час виступів у «Хутровику» отримав повістку до армії. Розпочинав службу у Львові. Виступав у чемпіонаті серед футбольних команд військових округів. Під час одного з таких матчів Ігора помітили тренери київського ЦСКА та запросили його до столиці. Дебютував за київських «армійців» 9 квітня 2006 року в переможному (2:1) виїзному поєдинку 25-о туру групи А Другої ліги проти жовквинського «Гарая». Гогіль вийшов на поле на 64-й хвилині, замінивши Миколу Ковальчука. Дебютним голом у футболці столичного клубу відзначився 17 квітня 1996 року на 58-й хвилині переможного (2:0) домашнього поєдинку 27-о туру групи А Другої ліги проти київського «Сходу». Гогіль вийшов на поле на 46-й хвилині, замінивши Миколу Ковальчука. У складі ЦСКА відіграв п'ять сезонів, разом з командою пройшов шлях з Другої до Вищої ліги чемпіонату України. У сезоні 1997/98 років разом з ЦСКА дійшов до фіналу кубку України, де «армійці» з рахунком 1:2 поступилися київському «Динамо». На два голи Андрія Шевченка «армійці» змогли відповісти на 65-й хвилині влучним ударом Василя Новохацького, який під час перерви замінив травмованого Ігора Гогіля. У складі ЦСКА у Вищій лізі зіграв 41 матч та відзначився 5-а голами, ще 8 матчів (2 голи) провів у кубку України. Також виступав за друголіговий фарм-клуб «канонірів» — ЦСКА-2. починаючи з сезону 1998/99 років втратив своє місце в першій команді (зіграв усього 2 матчі у Вищій лізі). Для отримання ігрової практики відправився в оренду до «Чорноморця», за який дебютував 31 липня 1998 року в переможному (6:0) домашньому поєдинку 1-о туру Першої ліги проти чернівецької «Буковини». Ігор вийшов на поле на 46-й хвилині, замінивши Ігора Жабченка. У складі «моряків» зіграв 15 матчів у Першій лізі та 2 поєдинки в кубку України. У другій половині сезону 1998/99 років повернувся до ЦСКА, але виступав виключно за другу команду «армійців». За ЦСКА-2 у Другій лізі зіграв 68 матчів (9 голів), ще 1 поєдинок провів у кубку України.

### «Прикарпаття» та «Лукор»
Ще перебуваючи у Києві сподівався повернутися до «Прикарпаття». Цей перехід відбувся під час зимової перерви сезону 1999/00 років. Дебютував за івано-франківську команду 18 березня 2000 року в переможному (1:0) домашньому поєдинку 16-о туру Вищої ліги проти одеського «Чорноморця». Гогіль вийшов на поле в стартовому складі, а на 69-й хвилині його замінив Володимир Ларін. Дебютним голом у футболці «прикарпатців» відзначився 8 квітня 2000 року на 33-й хвилині програного (1:2) виїзного поєдинку 19-о туру Вищої ліги проти київського ЦСКА. Ігор вийшов на поле в стартовому складі, а на 75-й хвилині його замінив Володимир Ларін. На той час «Прикарпаття» переживало фінансову кризу й прихід Ігора Гогіля не зумів допомогти івано-франківцям зберегти місце у Вищій лізі. Загалом же у складі івано-франківського клубу у чемпіонатах України зіграв 84 матчі та відзначився 13-а голами, ще 5 матчів провів у кубку України. У сезоні 2000/01 років виступав також за «Прикарпаття-2» у Другій лізі (12 матчів, 3 голи). А 30 вересня 2001 року зіграв усі 90 хвилин за бурштинський «Енергетик» в домашньому поєдинку проти львівського «Динамо». З 2002 по 2003 рік провів 3 поєдинки (1 гол) за друголіговий калушський «Лукор».

### Завершення професіональної кар'єри та виступи в аматорських клубах
Сезон 2003/04 років розпочав у «Спартаку», проте зігравши 1 матч у Першій лізі, перейшов до «Борисфена». Дебютував за бориспільський клуб 17 серпня 2003 року в переможному (1:0) домашньому поєдинку 6-о туру Вищої ліги проти київської «Оболоні». Ігор вийшов на поле на 32-й хвилині, замінивши Тараса Ковальчука, а на 90-й хвилині вже Ігора замінив Віталій Несін. З серпня по жовтень 2003 року за «Борисфен» зіграв 6 матчів у Вищій лізі та 1 поєдинок у кубку України. Окрім цього провів 2 матчі в Другій лізі за «Борисфен-2». Через численні травми змушений був завершити виступи на професіональному рівні. 
Проте продовжив кар'єру на аматорському рівні. У 2004 році виступав в івано-франківському «Тепловику». Наступного року відіграв у «Лужанах». У 2006 році зіграв 1 матч в аматорському чемпіонаті України за «Цементник» (с. Ямниця). З 2012 по 2014 рік виступав в чемпіонаті Івано-Франківської області за «Благо» (Івано-Франківськ).

## Кар'єра тренера
По завершенні кар'єри професіонального футболіста спробував себе на тренерському містку. У 2006 році очолив «Цементник» (Ямницю), з якою виграв чемпіонат та кубок області.
З липня 2016 року працю старшим тренером-викладачем СДЮШОР «Прикарпаття» (Івано-Франківськ). Тренував групи футболістів 2003 та 2007 років народження.
Зараз Ігор Гогіль працює тренером-селекціонером у івано-франківському "Прикарпатті"

## Досягнення

### Як гравця
- Кубок України
  -  Фіналіст (1): 1997/98

### Як тренера
- Чемпіонат Івано-Франківської
  -  Чемпіон (1): 2006

- Кубок Івано-Франківської
  -  Володар (1): 2006